# 요가 학파
요가 학파는 힌두교의 육파철학 중 하나이지만, 인도 문헌에서 요가가 상키야와 구별되는 별도의 학파로 언급된 것은 서기 1천년 말의 일이다. 고대, 중세 및 대부분의 현대 문학은 종종 요가 철학을 간단히 요가라고 한다. 요가에 대한 체계적인 아이디어 모음은 인도 철학의 다른 모든 학파에 영향을 준 요가의 핵심문헌인 파탄잘리의 요가수트라에서 찾을 수 있다.
요가의 형이상학은 우주가 푸루샤(증인 의식)와 프라크리티(자연)라는 두 가지 현실로 구성된 것으로 개념화되는 상키야 학파의 이원론이다. 지바(살아있는 존재)는 푸루샤가 프라크리티에 어떤 형태로든, 다양한 요소, 감각, 감정, 활동 및 마음의 다양한 순열 및 조합으로 결합된 상태로 간주된다. 불균형 또는 무지 상태에서 하나 이상의 구성 요소가 다른 구성 요소를 압도하여 일종의 속박을 만든다. 이 속박의 끝은 힌두교의 요가와 상키야 학파 모두에 의해 해탈이라고 불리며 통찰과 자제에 의해 달성될 수 있다.
요가 철학의 윤리 이론은 야마와 니야마, 그리고 상키야의 구나 이론의 요소를 기반으로 한다. 상키야 학파와 마찬가지로 요가 철학의 인식론은 신뢰할 수 있는 지식을 얻는 수단으로 여섯 가지 파라마나 중 세 가지에 의존한다. 여기에는 프라티야크샤(지각), 아누마나(추론) 및 사브다( 아프타바카나, 신뢰할 수 있는 출처의 단어/증언)가 포함된다. 요가 철학은 "개인적이지만 본질적으로 활동하지 않는 신" 또는 "개인적인 신"(이슈바라)의 개념을 통합함으로써 밀접하게 관련된 무신론적/무신론적 상키야 학파와 다르다.

## 같이 보기
- 라자 요가
- 바크티 요가
- 즈냐나 요가
- 카르마 요가

## 추가 자료
- Alain Daniélou (1991), Yoga: Mastering the Secrets of Matter and the Universe, ISBN 978-0-89281-301-8, Appendix D: Main Sanskrit Treatises on Yoga
- Carl Olson (2007), The Many Colors of Hinduism: A Thematic-historical Introduction, Rutgers University Press, ISBN 978-0-8135-4068-9, Chapter 5
- Karl Potter (2009), Encyclopedia of Indian Philosophies Vol. 1: Bibliography, ISBN 978-8120803084, Bibliography on Yoga school of Hinduism, pages 1073–1093
- Maehle, Gregor (2007). 《Ashtanga Yoga: Practice and Philosophy》. New World Library.